# Cayon
Pour les articles homonymes, voir Cayon (homonymie).
Cayon, Cayonne en français, est une ville fondée par les Français située sur la côte nord-est de l'île de Saint-Christophe à Saint-Christophe-et-Niévès. C'est la capitale administrative de la paroisse de Saint-Mary Cayon.

## Histoire
Quand le commandeur Philippe de Longvilliers de Poincy arrive en février 1639 à la Martinique, il s'abouche avec Dyel du Parquet, gouverneur et un des neveux d'Esnambuc, pour racheter les propriétés de ce dernier à Saint-Christophe. Avant mai 1639, trois habitations sont achetées, dont l'une à Cayonne pour 4 000 livres de tabac.
Le Campus of Windsor University School of Medicine est installé à Cayon.

## Curiosités touristiques
- La plantation de Spooners, datant du début du XVIIIe siècle.